# Jure Grando
Jure Grando (17. st.) bio je, prema legendi, vampir koji je opsjedao istarsko naselje Kringu. Prva je osoba u povijesti koja se opisuje kao vampir. 

## Legenda
Prema pisanju slovenskog polihistora Janeza Vajkarda Valvasora, incidenti s Grandom zbivali su se između 1656. i 1672., što Granda čini prvim europskim vampirom koji je zabilježen u povijesnim izvorima.
1656. na groblju u Kringi pokopan je mještanin imenom Jure Grando koji se nedugo nakon toga počeo ukazivati mještanima te su ga odmah prozvali štrigun, odnosno vampir. Najprije se pojavio mjesnom pavlinu koji ga je pokopao i služio misu zadušnicu, te potom se počeo pojavljivati svojoj bivšoj supruzi koja je tvrdila da ju siluje. Mještani su tvrdili da Grando dolazi pred vrata i kucajući označava da će netko od ukućana skoro umrijeti.
Grandov teror nastavio se sljedećih sedamnaest godina kada je mjesni župan Miho Radetić odlučio nešto učiniti. Pokupio je nekoliko mještana te su se svi zajedno zaputili na groblje, gdje su, kada su došli, vidjeli Grandovo neraspadnuto tijelo, a na licu se činilo kao da se smješka. Najprije su pokušali zabiti kolac u srce, ali se kolac odbio te je zatim jedan mještanin sa sjekirom odrubio glavu. Mještani su tvrdili da je nakon toga u selu zavladao mir i tišina.